# Lucas Nicchiarelli
Lucas Nicchiarelli (Buenos Aires, Argentina; 24 de agosto de 1996) es un futbolista argentino. Juega como delantero.

## Trayectoria

### Infancia e inferiores
Jugó en las inferiores de Club Atlético San Lorenzo de Almagro y en el año 2016 pasó a All Boys.

### All Boys
En el mes de mayo del año 2017 firmó su primer contrato con la institución de Floresta.
Debutó el 12 de junio por la fecha 37 del Campeonato de Primera B Nacional 2016-17, frente a Estudiantes de San Luis, con José Santos Romero como Entrenador y además convirtió su primer gol como profesional en aquel partido.

## Clubes
Actualizado al 29 de febrero de 2020
|                                         |                     | Temporada           | colspan="2" | Copa Nacional(1) | Copa Nacional(1) | Copa Internacional | Copa Internacional | Total | Total |   |
| Partidos                                | Goles 1             | Temporada           | Partidos    | 2Goles 1         | Partidos         | Goles              | Partidos           | Goles |       |   |
| All Boys Argentina                      | 2.ª                 |                     |             |                  |                  |                    |                    |       |       |   |
| All Boys Argentina                      | 2.ª                 | 2016-17             | 3           | 1                | -                | -                  | -                  | -     | 3     | 1 |
| All Boys Argentina                      | 2.ª                 | 2017-18             | 1           | 0                | -                | -                  | -                  | -     | 0     |   |
| All Boys Argentina                      | 3.ª                 | 2018-19             | 9           | 2                | -                | -                  | -                  | -     | 9     | 2 |
| All Boys Argentina                      | 2.ª                 | 2019-20             | 3           | 0                | -                | -                  | -                  | -     | 0     |   |
| All Boys Argentina                      | Total               | Total               | 17          | 6                | -                | -                  | -                  | -     | 17    | 6 |
| Total en su carrera                     | Total en su carrera | Total en su carrera | 17          | -                | -                | -                  | -                  | 17    | 4     |   |
| (1) Incluye datos de la Copa Argentina. |                     |                     |             |                  |                  |                    |                    |       |       |   |

Fuente: Fichajes.com